# جابر بن حيان (مسلسل)
جابر بن حيان هو مسلسل تلفزيوني صدر عام 2006 من إخراج جواد أفشار، وكتابة جواد أفشار وإبراهيم علي بارزي، وإنتاج محمد تقي الأنصاري؛ وقد بثته القناة الثالثة.
أنتجت شبكة الكوثر هذا المسلسل في 14 حلقة. صُور هذا المسلسل التلفزيوني في مدن خور وبيابناك وكاشان في محافظة أصفهان. كان أول بث لهذا المسلسل التلفزيوني في محرم عام 1427 هـ (الموافق شباط 2006 م). يتناول هذا المسلسل جزءًا من سيرة جابر بن حيان، الذي سافر من خراسان إلى المدينة المنورة لزيارة جعفر الصادق، ولكن تحدث له بعض الأحداث في الطريق.

## الممثلون
- أكبر عبدي في دور حاكم البصرة
- حسن جوهرجي في دور جابر بن حيان
- زيبا بروفه[الإنجليزية] في دور خطيبة جابر الخراساني
- سودابه بيضايي[الإنجليزية] في دور زلفى
- علي رام نورائي[الفارسية] في دور زبير اللص
- حسن أسدي[الفارسية] في دور عنوان البصري، والد زلفى
- أنوشیروان أرجمند[الإنجليزية] في دور قاضي القضاة في البصرة
- عنایت الله بخشي[الإنجليزية] في دور المفضل بن عمر الجعفي
- عنايت الله شفيعي[الفارسية] من العلويين الخراسانيين ورفيق سفر جابر
- فاطمة طاهري[الفارسية] في دور والدة جابر
- جعفر دهقان في دور مبعوث الإمبراطورية الرومانية
- كاظم أفرندنیا[الإنجليزية]
- عزيز الله هنرأموز[الفارسية] عامل النظافة في خانة القوافل في الكوفة
- علي جاويدفر في دور شوقي، مساعد عمران البصري والد زلفى
- كورش زارعي في دور شرطي توس المكلف بملاحقة جابر
- سیروس صابر[الفارسية] في دور المؤمن الطاق
- غيتي معيني[الفارسية] في دور أم فارس، جارية حاكم البصرة
- أصغر نیکخواه في دور عامر، المخبر لدى حاكم البصرة
- بابك والي
- سيد حسن نجفي
- محسن أفشار
- كريم أكبري مباركة في دور سامي، أمين القصر في بلاط البصرة
- فرهاد بشارتي[الفارسية] في دور عبيد، قائد الجيش في البصرة
- سعيدة عرب[الفارسية] في دور راحلة، والدة زلفى
- شهزاد صفوي في دور تلميذ جابر الراپرتشي
- أمير مولوي
- سعيد سوزنيان كاشاني
- حسين توشه[الفارسية] في دور الأمير، مساعد زبير اللص

## الحلقات
| ر. الإجمالي | ر. في الموسم | العنوان | المخرج | الكاتب | تاريخ الإصدار الأصلي |
| ----------- | ------------ | ------- | ------ | ------ | -------------------- |

| ر. الإجمالي | ر. في الموسم | العنوان | المخرج | الكاتب | تاريخ العرض الأصلي |
| ----------- | ------------ | ------- | ------ | ------ | ------------------ |

| ر. الإجمالي | ر. في الموسم | العنوان                          | المخرج     | الكاتب     | تاريخ الإصدار الأصلي |
| --- | ------------ | -------------------------------- | ---------- | ---------- | -------------------- |
| 1 | 1            | «ضيق العيش»                      | جواد أفشار | جواد أفشار | TBA                  |
| إنّ الضوائق التي نزلت بالعلويين ـ ومنها مقتلُ والدة جابر ـ حملتهم على الهجرة. فمضى بعضهم إلى قم، وسار جابر إلى البصرة. |              |                                  |            |            |                      |
| 2 | 2            | «الشيعة في البصرة»               | جواد أفشار | جواد أفشار | TBA                  |
| انفصل جابر عن رفاقه الخراسانيين الذين كانوا يقصدون قم، وسلك طريقه نحو البصرة. وفي البصرة خرجت ابنة عُنوان البصري إلى الصحراء، وأطلقت سهماً تحذيرياً نحو زبير اللص، قائلةً له: "لا تطمع في أموال والدي". فتبعها زبير ــ وكان قلبه مولعاً بها ــ حتى أدركها، غير أنّ وصول عُنوان وخادمه حمله على الرجوع إلى مخبئه. ثمّ وبّخ زبير أتباعه خشيةَ أن يكونوا قد اعتدوا على أموال عُنوان البصري. وقد سُرّ حاكم البصرة من تحوّل حال اللصوص عن شرّهم. وبعد ذلك قصد أبو طاهر الأهوازي دارَ عُنوان البصري. |              |                                  |            |            |                      |
| 3 | 3            | «قطاع الطرق»                     | جواد أفشار | جواد أفشار | 26 أبريل 2017        |
| رأى جابر في الطريق قافلةً من الزائرين، فانضمّ إليهم في السفر. غير أنّهم واجهوا في الطريق زبيراً اللصّ، إلا أنّ جابراً ـ لما كان قد عالج زبيراً من قبل ـ نجا هو والقافلة بسببه. |              |                                  |            |            |                      |
| 4 | 4            | «عنوان البصري»                   | جواد أفشار | جواد أفشار | TBA                  |
| أحدُ تلامذة جابر رفع تقريراً إلى حاكم البصرة. وفي الأثناء أغار أتباعُ زبير اللصّ على دارِ عُنوان، لكنّ النار اندلعت فأحرقَتهم، فعادوا خائبين. وفي الليلة نفسها توفّيت زوجةُ عُنوان. فاستشاط زبير غضباً من صنيع أتباعه. |              |                                  |            |            |                      |
| 5 | 5            | «عشاق زلفى»                      | جواد أفشار | جواد أفشار | TBA                  |
| في مأدبة العزاء على زوجة عُنوان حضر حاكمُ البصرة وزبير معاً، وكان كلاهما يطمع في ابنة عُنوان. ثمّ استدعى الحاكمُ جابراً إلى قصره، غير أنّه أخفق في استمالته ليكون معه. وبعد ذلك دار حوارٌ بين عُنوان وابنته بشأن الزواج، كما جرى حديثٌ بين زبير ومساعده حول السطو على كنز الحاكم. |              |                                  |            |            |                      |
| 6 | 6            | «جابر وزبير في كمين حاكم البصرة» | جواد أفشار | جواد أفشار | TBA                  |
| تسلّل زبير اللصّ ليلاً إلى كنز الحاكم، فوقع في الفخّ الذي نصبه له مساعدُه وأعوان البلاط ـ مثل قاضي القضاة وسامي. ثمّ عزم الحاكم على طرد جابر من البصرة بتهمة السحر، والحقيقة أنّ السبب كان خوفه من ميل جابر المحتمل إلى زُلفى. وبعد ذلك اقتحم الجنودُ دارَ عُنوان، فقبضوا على جابر، وأقيمت له محاكمة صدر عنها حكمُ الإعدام شنقاً. وفي السجن دار بين جابر وزبير حديثٌ لم يخلُ من حدّةٍ وعداء. |              |                                  |            |            |                      |
| 7 | 7            | «صيت جابر عند الروم (بيزنطة)»    | جواد أفشار | جواد أفشار | TBA                  |
| سعى عُنوان جاهداً لتدبير الذهب اللازم لشراء حرية جابر. وفي تلك الأثناء وصل مبعوثُ إمبراطور الروم إلى قصر حاكم البصرة ليأخذ جابراً إلى أرض الروم. أمّا زبير فخدع السجّان وفرّ مع جابر، فقصدَا بيتَ عُنوان، ثمّ انطلقا من طريقٍ غير مألوف نحو الكوفة. وراح الجنودُ يجتهدون في البحث عن الفارّين. |              |                                  |            |            |                      |
| 8 | 8            | «الوصول للكوفة»                  | جواد أفشار | جواد أفشار | TBA                  |
| من منتصف الطريق إلى الكوفة، وبعد أن تأكّد زبير من قدرة رفاقه على متابعة المسير، عاد إلى البصرة طلباً للثأر من أَمر. أمّا المبعوثُ الرومي فساوره القلق لِمَ لم يُؤذن له برؤية جابر. ولـمّا بلغ أمر خبرُ فرار زبير لجأ إلى القصر. فقبض حاكمُ البصرة على زبير بمعونة أمر، وراح يفكّر في استدراجه كي يصل به إلى جابر. في تلك الأثناء تحدّث جابر مع أسرة عُنوان عن إمكان هداية زبير. لكنّ حاكم البصرة أمسك بأهل زبير، فاضطرّ هذا الأخير إلى السعي في إعادة جابر. فرح مالك، خادمُ بيت جابر، بعودته إلى الكوفة، غير أنّ جابراً أخبره أنّه لن يمكث سوى أيّام قليلة، إذ يشتاق إلى لقاء جعفر بن محمّد. ورأى عُنوان جنوداً قد وُكّلوا لحراسة باب صديقه. ثمّ ما لبث أن وصل زبير هو الآخر إلى الكوفة. |              |                                  |            |            |                      |
| 9 | 9            | «اضطرابات الكوفة»                | جواد أفشار | جواد أفشار | TBA                  |
| التقى عُنوان في سوق الكوفة بمعارف له يُدعى عامر. وعثر زبير على دار جابر في الكوفة، فنزل عليه ضيفاً، غير أنّ جابراً لم يظنّ به سوءاً. ثم قصد عُنوان مجلسَ مفضّل ليستمع إلى وعظه. وفي هذه الأثناء بلغ بلاطَ البصرة خبرُ مقتل أبي مسلم على يد المنصور الدوانيقي، فاشتدّ طمعُ البصريين في التقرّب من الدوانيقي. وأخبر المفضّلُ عُنوان أنّهم إن أرادوا العثور على زرارة فعليهم زيارة مؤمن الطاق. أمّا عامر فتوجّه إلى خان الكوفة يتقصّى أمر الصندوقة التي تحوي أحاديثَ عُنوان. |              |                                  |            |            |                      |
| 10 | 10           | «مطاردة جابر»                    | جواد أفشار | جواد أفشار | TBA                  |
| عاد عمران إلى غرفته في الخان، فوجد أنّ عامر قد قلب المكان رأساً على عقب. ووصلت رسالةُ حاكم البصرة إلى عامر في الكوفة. وما زال جابر يساند زبير. ثم اكتشف عامر أنّ الشخص الذي أرسله حاكم البصرة إلى الكوفة هو زبير نفسه. فأثار عامر زبير ليُسرع في القبض على جابر وإعادته إلى البصرة. |              |                                  |            |            |                      |
| 11 | 11           | «الوجهة هي زرارة»                | جواد أفشار | جواد أفشار | TBA                  |
| كان زبير وجابر في الدار حين أقبل إليهما جندي حسن الطوية، وأخبرهما أنّ عليهما الفرار سريعاً والتوجّه إلى بيت الجندي. وفي اليوم التالي، خرج جابر وزبير من بيت الجندي متوجّهين إلى الخان، فصادفاه في الطريق كلاس نعمان الحنفي. وبعد وصولهما إلى الخان، أخبر عُنوان جابر أنّ زلفى قد رأت زبير في محل الأقمشة عند عامر، غير أنّ زبير بيّن أنّ قصده كان شراء هدية لزلفى لا نميمة عنها. ورغم أنّ عُنوان قد جهّز أدوات السفر، فقد انطلق هو ومجموعته سيراً على الأقدام نحو بيت زرارة، تجنّباً لإثارة الشكوك حولهم. |              |                                  |            |            |                      |
| 12 | 12           | «الفرار من الكوفة»               | جواد أفشار | جواد أفشار | TBA                  |
| ذهب عامر إلى عُمّال النظافة في الخان ليحصي أخبار عُنوان. وأخبر الجندي حسن الطوية مومن الطاق بأنّ حاكم البصرة قد سمع بقدوم جابر وعُنوان إلى الكوفة، وأنّه من الأفضل أن ينقل زرارة مخبأه إلى مكان آخر. فذهب الطاق إلى زرارة، وأعطاه إلى جانب نصيحة نقل المخبأ رسالةً من جعفر الصادق. والمشكلة الجديدة كانت أنّ عامر كان قد تبع الطاق، وأصبح يعرف مكان مخبأ زرارة ويريد إرسال الجنود إليه. في هذه الأثناء، انطلق عُنوان ورفاقه من هناك صوب المدينة المنوّرة، بينما ذهب زبير إلى الخان ليحمل شوقي والخيول والأمتعة ويلحق بهم في الطريق. وصل الجنود إلى مخبأ زرارة، فلم يجدوا أحداً هناك. فحثّ عامر زبير على تسليم جابر إلى الخليفة بدلاً من حاكم البصرة. وفي الوقت نفسه، سلّم المفضّل الرسالة الثانية من جعفر الصادق إلى مومن الطاق ليبلغ بها زرارة. |              |                                  |            |            |                      |
| 13 | 13           | «مدينة النبي»                    | جواد أفشار | جواد أفشار | TBA                  |
| التقى الفارّون خارج الكوفة، ومن ثم انطلق كلّ منهم في طريقه الخاص نحو المدينة المنوّرة. وبدأ عامر يتتبّع آثارهم من بعيد ويراقبهم. ظلّت أحاديث زلفى وزبير ممتدة، مليئة بالتردد والحيرة من جانب زلفى. وتبادل زبير وجابر الحديث حول الله والصدق والاستقامة. ولتجنّب أن يكونوا في مرمى الأنظار، تراجع الفارّون عن التوجّه إلى الخان. لاحقهم عامر حتى المدينة، وما زال يراقبهم من بعيد. ثم روى عُنوان لزبير قصة هارون المكي، فأُبدى زبير دهشته. عند مدخل المدينة، وجد حميد، خادم جعفر الصادق، مومن الطاق وزرارة، وأخذهما إلى مخبأ بالقرب من المدينة ليكونا في مأمن، بدلاً من منزل جعفر الصادق. دخلت قافلة عُنوان المدينة، فتوجّه جابر وعُنوان إلى بيت أبي بصير، لكن لم يفتح لهم أحد الباب. خرج زبير إلى السوق، فصادف عامر الذي تبعه حتى هذا المكان، فواجهه وقال له بجلاء: «لا شأن لي بك بعد الآن، وإذا رأيتك مجدداً فسأقتلك». ثم توجّه جابر وعُنوان إلى بيت جعفر الصادق، لكن حميد، خادم جعفر الصادق، لم يظهر لهما حسن استقبال، ليحميهما من الوقوع في فخ الجنود الذين كانوا يراقبونهما. |              |                                  |            |            |                      |
| 14 | 14           | «زبير المفلح»                    | جواد أفشار | جواد أفشار | TBA                  |
| دفع عامر أجرًا لتوظيف اثنين من السيوفيين لقتل زبير. وزبير، الذي لم يرَ نفسه جديرًا بذلك، انفصل عن مجموعة عُنوان ووقع في كمين عامر. لكن في اللحظة الأخيرة، أطلقت زلفى، التي كانت قد تبعت زبير، سهمًا على عامر فأطلقت سراح زبير، وطلبت منه ألا يظن نفسه غير مستحق، وأن يعود إلى مجموعة محبي أبناء النبي. وفي الوقت نفسه، كان حميد، خادم جعفر الصادق، يمدّ مخبأ زرارة ومومن الطاق بالطعام سرًّا. عاد زبير إلى مجموعة عُنوان، لكنه ظلّ يثقل كاهله شعور ذنوبه الماضية، فلم يرَ نفسه مستحقًا للبقاء بينهم. ثم جاء حميد إلى مخبأ عُنوان ليقود مجموعته إلى مسجدٍ خفي، حيث تجمّع محبو أبناء النبي للقاء جعفر الصادق. لكن حميد قُبض عليه، وكان الحاضرون في المسجد قلقين من تأخره وتأخر جعفر الصادق. رأى جابر وزبير أنّ الحلّ لرفع القلق هو التسلل سرًّا إلى بيت جعفر الصادق، حيث التقياه. وفي طريق عودته إلى المسجد، تغيّر حال زبير، وانكفأ يبكي في صمت. وكان الجنود يتتبعونهم، فصرّف زبير انتباههم وأشغلهم حتى يضيع أثر جابر، الذي تمكن بدوره من الوصول إلى المسجد وتسليم إجابات الأسئلة للمريدين. وصلت الإجابات إلى أيدي المريدين، ثم انطلق جابر وعُنوان وزلفى لمساعدة زبير، فوجدوه مصابًا بالسهم ومرهقًا. فأعطت زلفى قطعة قماش لجابر ليبدأ بعلاج هذا الجريح الذي يوشك على الموت. |              |                                  |            |            |                      |

## عمليات البحث ذات الصلة
- قائمة المسلسلات التلفزيونية الإيرانية[الفارسية]